# Mainsat
Mainsat é uma comuna francesa na região administrativa da Nova Aquitânia, no departamento de Creuse. Estende-se por uma área de 34,81 km². Em 2010 a comuna tinha 564 habitantes (densidade: 16,2 hab./km²).